# جورج بي. شو
جورج بي. شو (بالإنجليزية: George B. Shaw)‏ هو شخصية أعمال وسياسي أمريكي، ولد في 12 مارس 1854 في الولايات المتحدة، وتوفي في 27 أغسطس 1894 في يو كلير في الولايات المتحدة. حزبياً، نشط في الحزب الجمهوري. وقد انتخب عضو مجلس النواب الأمريكي.